# Trochochaetidae
Trochochaetidae (лат.) — семейство кольчатых червей отряда Spionida из подкласса Sedentaria класса многощетинковых.

## Описание
Многощетинковые черви с парными желобчатыми питающими пальпами. На средних сегментах тела у них есть ряд унирамных параподий, которые отличают их от других Spionida. Простомиум спереди округлый, может присутствовать срединная антенна. Присутствуют парные желобчатые перистомиальные пальпы. Хеты все простые, разнообразно орнаментированные капиллярами и шипами. Тело уплощенно-цилиндрическое. Первые параподии направлены вперед по бокам протомиума.
Бентосные полихеты. Трохохетиды встречаются в мягких отложениях от прибрежного мелководья до глубины не менее 3000 м; два вида относятся к диапазону глубин около 10—1500 м. Они строят сложные трубки, выстланные илом, который уплотняется слизью.

## Систематика
Известно 2 рода и более 10 видов. Семейство было впервые выделено в 1963 году. Петтибон (1963) правильно указал, что название Disoma, первоначально примененное к этим животным Орстедом (1844), было использовано десятью годами ранее Эренбергом для простейших и заменено на Trochochaeta с типовым видом Disoma
multisetosum Orsted, 1844.
- Cherusca Müller, 1858
  - Cherusca nitens Müller, 1858[7]
- Trochochaeta Levinsen, 1884
  - syn. Disoma  Örsted, 1844
  - syn. Disomides  Chamberlin, 1919
  - syn. Nevaya  McIntosh, 1911
  - syn. Thaumastoma  Webster & Benedict, 1884
  - Trochochaeta ankeae Bochert & Zettler, 2013[8]
  - Trochochaeta carica  (Birula, 1897)
  - Trochochaeta cirrifera  (Hartman, 1976)
  - Trochochaeta diverapoda  (Hoagland, 1920)
  - Trochochaeta franciscana  (Hartman, 1947)
  - Trochochaeta japonica  Imajima, 1989
  - Trochochaeta kirkegaardi  Pettibone, 1976
  - Trochochaeta mexicana  Hernández-Alcántara & Solis-Weiss, 2011[9]
  - Trochochaeta multisetosa  (Örsted, 1844)
  - Trochochaeta orissae  (Fauvel, 1932)
  - Trochochaeta pettiboneae  Dean, 1987
  - Trochochaeta watsoni  (Fauvel, 1916)